# 葛城育郎
葛城 育郎（かつらぎ いくろう、1977年9月28日 - ）は、大分県大分市出身の元プロ野球選手（外野手、内野手）。左投左打。
阪神タイガースで2011年に現役を引退してからは、兵庫県西宮市で飲食店を経営。2021年からは、店の経営と並行して、市内にある報徳学園高等学校の硬式野球部でコーチを務めている。

## 経歴

### プロ入り前
岡山県立倉敷商業高等学校では、3年時（1995年）夏の選手権岡山大会で準決勝にまで勝ち残ったものの、甲子園には春夏を通じて縁がなかった。
立命館大学に進学し、関西学生野球のリーグ戦で外野手としてベストナインに3回選出。主将を任されていた4年時（1999年）には、春季リーグのMVPに選ばれたほか、チームの2季連続優勝によって第48回全日本大学野球選手権大会や第30回明治神宮野球大会にも出場した。明治神宮大会では、九州共立大学との2回戦で延長の末に敗れたものの、新垣渚から本塁打を放った。
明治神宮大会の直後に開かれたNPBドラフト会議で、当時存在していた逆指名制度を利用し、2位指名扱いでオリックス・ブルーウェーブに入団した。背番号は「3」。

### オリックス時代
2000年は、レギュラーシーズンの中盤まで二軍で過ごしたものの、7月21日のフレッシュオールスターゲーム（松山坊っちゃんスタジアム）にはウエスタン・リーグ選抜チームの6番・右翼手としてフル出場。一軍の公式戦でも、8月27日の対千葉ロッテマリーンズ戦（グリーンスタジアム神戸）で延長11回裏に代打で起用されたことを皮切りに、12試合の出場で打率.192ながら2本塁打を記録した。
2001年は、長打力を武器に一軍のレギュラーへ定着。レギュラーシーズンでは、130試合の出場で打率.268、14本塁打を記録するとともに、プロ野球生活で唯一の最終規定打席到達を果たした。
2002年は、NPBでストライクゾーンが変更された影響などから、一軍公式戦74試合の出場で打率.221、1本塁打と低迷した。
2003年は、一軍公式戦114試合に出場。主に打線の下位を任されながらも、打率.251、9本塁打を記録した。レギュラーシーズンにおけるチームの通算防御率が5.95（日本プロ野球のシーズンワースト記録）に達していたことを背景に、チームによる投手力強化の一環として、シーズン終了後の11月に斉藤秀光・谷中真二との交換トレードで牧野塁とともに阪神タイガースへ移籍した。移籍後の背番号は「33」。

### 阪神時代

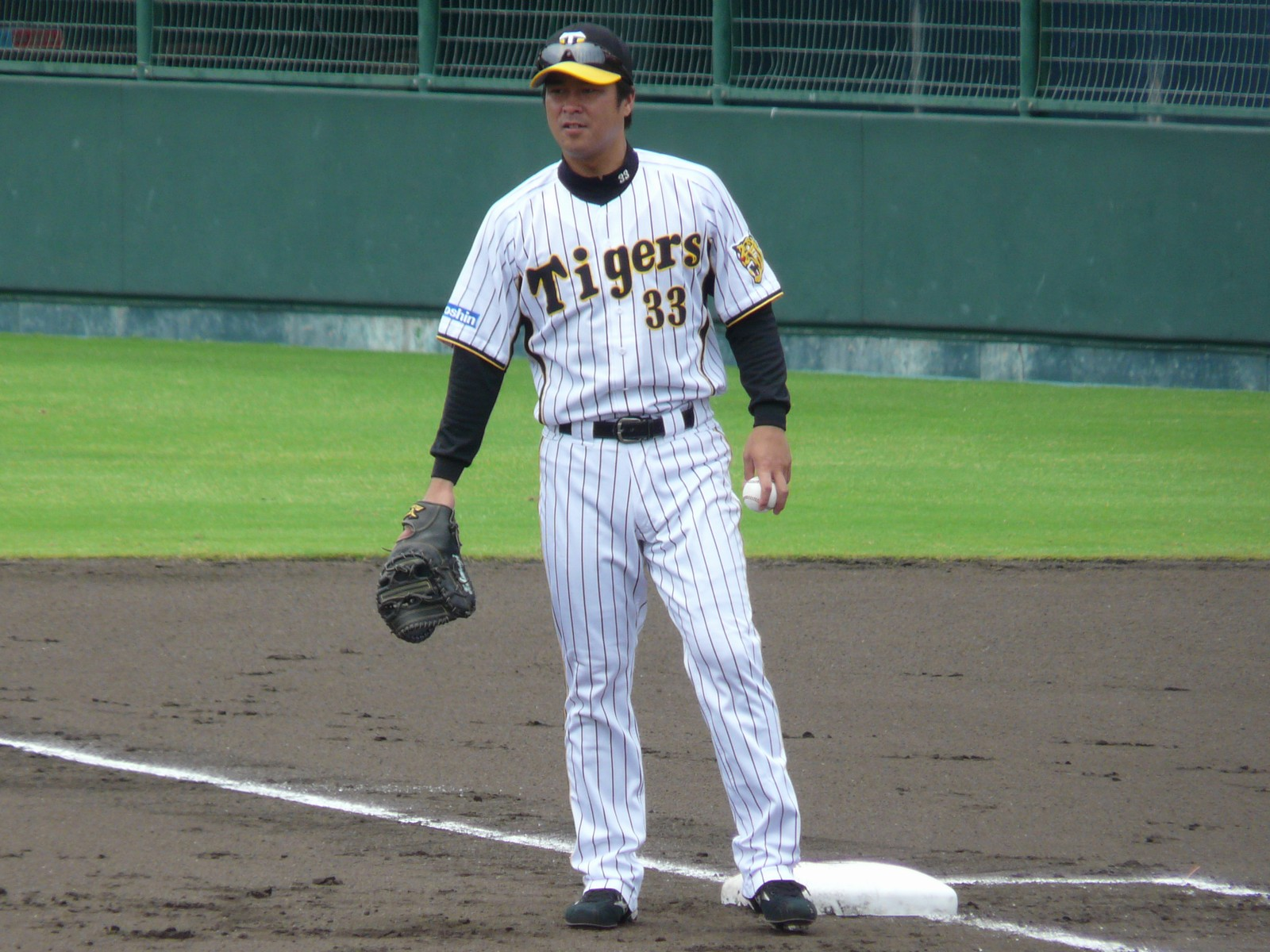
一塁の守備に就く葛城

2004年は、一軍公式戦77試合の出場で打率.221、3本塁打を記録。オリックス時代から一転して、主に代打で起用されたが、起用時の通算打率は1割台にとどまった。
2005年は、一軍が2年振りのセントラル・リーグ優勝を果たしたものの、自身は一軍公式戦1試合に代打で出場したのみだった。結局、プロ入り後初めて一軍公式戦で1本も安打を放てないままシーズンを終えた。
2006年は、故障が相次いだ影響で、プロ入り後初めて二軍生活に終始。一時は現役引退を模索していた。
2007年は、レギュラーシーズンの開幕から左の代打要員として一軍に帯同。当時のレギュラー外野手で、いずれも自身と同じ左打者の赤星憲広と林威助が戦線を相次いで離脱したことを背景に、シーズンの途中からスタメン出場の機会を増やした。一軍公式戦全体では、89試合の出場で打率.250を記録。試合に最も多く出場していた9月には、5番打者としてチームの10連勝に貢献したほか、月間打率が3割を超えた。
2008年には、林がオフシーズン中に左肩の手術を受けたことを背景に、レギュラーシーズンの開幕を2年続けて一軍で迎えた。実際には、この年にチームへ加入した新井貴浩、ルー・フォード（いずれも右打者）をそれぞれ一塁手・右翼手としてスタメンに起用する布陣だったため、開幕当初の試合には主に代打で出場。しかし、フォードの打撃不振を受けて、林が戦線復帰するまで5番・右翼手としてスタメンに多く起用された。林が一軍へ合流してからはスタメンの座を一時明け渡したものの、新井がシーズン中盤に北京夏季オリンピック・野球競技の日本代表としてチームを離れてからは、右の代打要員だった高橋光信との併用ながら一塁手としてスタメンに復帰した。シーズン全体では、移籍後最多の112試合に出場。通算の打率は.261ながら、代打への起用時に限れば.368と高かった。
2009年には、ケビン・メンチ（右打ちの内野手）の入団などを背景に、前年に続いて一軍の代打要員としてレギュラーシーズンをスタート。メンチが打撃不振でシーズンの途中に退団してからスタメン出場の機会が増えた結果、一軍公式戦では通算99試合の出場で打率.250、2本塁打という成績を残した。
2010年には、オープン戦で打率.500（20打数10安打）をマーク。3年連続でレギュラーシーズンの開幕を一軍で迎えると、4月18日の対横浜ベイスターズ戦（横浜スタジアム）で、1,492試合連続でフルイニング出場を続けていた主軸打者の金本知憲に代わって左翼手としてスタメンに起用された。金本はこの試合の終盤に代打起用されたが、葛城は途中から一塁の守備へ回り、試合にフル出場した。しかしその後は打撃が振るわず、6月6日以降は一軍から遠ざかった。結局、シーズン通算では、一軍公式戦42試合の出場で打率.207、1本塁打という成績にとどまった。
2011年には、一軍公式戦への出場機会がなく、二軍のウエスタン・リーグ公式戦でも74試合の出場で打率.161、本塁打なし、2打点と精彩を欠いた。レギュラーシーズン終盤の10月9日に、球団から戦力外通告を受けた。12月2日付でNPBから自由契約選手として公示されたことを機に、現役を引退した。

### 現役引退後
飲食業界への転身を模索し、焼鳥店での修業を経て、2013年8月8日に居酒屋「酒美鶏 葛城」を西宮市内に開店。開店当初からさまざまなメディアで取り上げられ、金本を含む野球関係者や阪神ファンも数多く訪れている。
一方2021年2月5日に、学生野球資格回復制度を通じ、日本学生野球協会から資格回復の適性を認定された。これによって同協会に加盟する大学・高校の硬式野球部を指導できるようになり、同年4月以降、立命館大学時代の3学年後輩で報徳学園高等学校硬式野球部監督の大角健二からの要請で、店舗経営と並行して同部でコーチを務めている。同部は葛城のコーチ就任2年目の2022年に秋季近畿大会で準優勝し、翌2023年の第95回記念選抜高等学校野球大会に出場した。

## 選手としての特徴
スタメンから代打や守備固めまでこなすマルチプレーヤー。オリックス入団1年目にチームメイトだったイチローと同じ左打ちの外野手で、イチローと自身の名前（育郎）にちなんで、カタカナ表記の「イクロー」という愛称で親しまれていた。当時からパンチ力と勝負強さを随所で発揮していたが、本人は現役時代のプレースタイルについて、引退後に「スキマ産業のような選手だった」と語っている。
外野手としては、オリックス時代に送球難を抱えていた。右翼手として一軍のレギュラーに定着していた2001年には、本人曰く「普通のライトフライ」を1試合で2度も落球したが、試合後に仰木彬（当時の一軍監督）から笑顔で「おう！ 落球王」と声を掛けられたことで気が楽になった。その後は、守備力を徐々に改善。阪神移籍後の2008年の一軍公式戦では、52試合で外野、34試合で一塁の守備に就いていたが、通算の失策数は1で、本来のポジションである外野の守備では失策を記録しなかった。

## 人物
立命館大学硬式野球部では、主将を任される前からキャプテンシーを発揮。2年時には、監督と部員が指導方法をめぐって衝突した際に、両者の間に立って事態を収束させた。また、主将時代の姿勢や活躍を知る関係者からは、「伝説のキャプテン」と呼ばれている。
阪神時代の前半（2004 - 2008年）に一軍で監督を務めていた岡田彰布からは、苗字の「葛城（カツラギ）」にちなんで「ラギ」と呼ばれている。岡田が阪神の監督を退いていた2009年に朝日放送の野球解説者として出演していた阪神戦の中継で、代打に起用された葛城を「ラギ」と連呼したやり取りは、松村邦洋（芸能界屈指の阪神ファン）にとって十八番の1つである岡田の声帯模写にも取り入れられている（当該項で詳述）。
阪神時代の2008年7月2日に、阪神甲子園球場の対中日ドラゴンズ戦で、プロ入り後初のサヨナラ安打を放った。試合後のヒーローインタビューで、インタビュアーの清水次郎（当時朝日放送アナウンサー）から「勝利の雄叫びを」と言われ、両手を挙げて「ウォー！」と絶叫。これが人気となり、同年8月26日に自身のプロデュースによる「ウォー」Tシャツが阪神球団の公式グッズとして発売されるなど、現役引退まで雄叫びが葛城の代名詞の一つとなった。同年7月13日の対広島東洋カープ戦、9月10日の対東京ヤクルトスワローズ戦（いずれも甲子園）で清水からヒーローインタビューを受けた際にも「1・2・3、ウォー!!」と雄叫びを披露した。9月29日の対広島戦では、出場機会がなかったにもかかわらず、ヒーローインタビューを受けていた金本知憲の計らい（葛城の帽子をベンチから持ち出し、お立ち台でその帽子を取り出して誘い込むという演出）によって、飛び入りでヒーローインタビューに参加。4度目の雄叫びを披露した。
阪神在籍中の2006年頃から、松竹芸能所属のタレント中山知紗と交際し、2008年1月に結婚したが、現役引退後の2016年3月に協議離婚に至った。
「酒美鶏 葛城」では自ら調理も手掛けているが、スタッフの大半をアルバイトの学生で賄っていることから、若い人材を育てたうえで社会へ送り出すことの必要性を痛感している。2021年から報徳学園で指導を始めたことについて、「自分が高校生時代に果たせなかった甲子園（球場での全国大会）出場」を目標に掲げながらも、「『酒美鶏 葛城』と並行しながら人材の育成へ力を入れたい」と述べた。

## 詳細情報

### 年度別打撃成績
| 年 度      | 球 団      | 試 合 | 打 席 | 打 数 | 得 点 | 安 打 | 二 塁 打 | 三 塁 打 | 本 塁 打 | 塁 打 | 打 点 | 盗 塁 | 盗 塁 死 | 犠 打 | 犠 飛 | 四 球 | 敬 遠 | 死 球 | 三 振 | 併 殺 打 | 打 率 | 出 塁 率 | 長 打 率 | O P S |
| ---------- | ---------- | ----- | ----- | ----- | ----- | ----- | -------- | -------- | -------- | ----- | ----- | ----- | -------- | ----- | ----- | ----- | ----- | ----- | ----- | -------- | ----- | -------- | -------- | ----- |
| 2000       | オリックス | 12    | 30    | 26    | 4     | 5     | 2        | 0        | 2        | 13    | 3     | 1     | 0        | 0     | 0     | 3     | 0     | 1     | 10    | 0        | .192  | .300     | .500     | .800  |
| 2001       | オリックス | 130   | 469   | 418   | 67    | 112   | 24       | 2        | 14       | 182   | 53    | 1     | 4        | 0     | 2     | 43    | 0     | 6     | 91    | 8        | .268  | .343     | .435     | .779  |
| 2002       | オリックス | 74    | 246   | 222   | 18    | 49    | 8        | 2        | 1        | 64    | 12    | 0     | 1        | 8     | 0     | 15    | 0     | 1     | 68    | 3        | .221  | .273     | .288     | .561  |
| 2003       | オリックス | 114   | 325   | 283   | 46    | 71    | 19       | 0        | 9        | 117   | 30    | 3     | 2        | 4     | 3     | 34    | 1     | 1     | 83    | 6        | .251  | .330     | .413     | .744  |
| 2004       | 阪神       | 77    | 99    | 90    | 12    | 20    | 1        | 1        | 3        | 32    | 14    | 0     | 0        | 0     | 2     | 5     | 0     | 2     | 26    | 0        | .222  | .273     | .356     | .628  |
| 2005       | 阪神       | 1     | 1     | 1     | 0     | 0     | 0        | 0        | 0        | 0     | 0     | 0     | 0        | 0     | 0     | 0     | 0     | 0     | 0     | 0        | .000  | .000     | .000     | .000  |
| 2007       | 阪神       | 89    | 178   | 160   | 10    | 40    | 6        | 1        | 2        | 54    | 14    | 0     | 0        | 3     | 0     | 13    | 0     | 2     | 31    | 2        | .250  | .314     | .338     | .652  |
| 2008       | 阪神       | 112   | 263   | 238   | 24    | 62    | 12       | 3        | 1        | 83    | 29    | 0     | 1        | 2     | 3     | 16    | 0     | 3     | 48    | 1        | .261  | .312     | .349     | .660  |
| 2009       | 阪神       | 99    | 204   | 184   | 19    | 46    | 14       | 0        | 2        | 66    | 13    | 0     | 0        | 2     | 0     | 16    | 0     | 2     | 42    | 5        | .250  | .317     | .359     | .676  |
| 2010       | 阪神       | 42    | 66    | 58    | 5     | 12    | 2        | 0        | 1        | 17    | 3     | 0     | 0        | 1     | 0     | 7     | 0     | 0     | 12    | 3        | .207  | .292     | .293     | .585  |
| 通算：10年 | 通算：10年 | 750   | 1881  | 1680  | 205   | 417   | 88       | 9        | 35       | 628   | 171   | 5     | 8        | 20    | 10    | 152   | 1     | 18    | 411   | 28       | .248  | .316     | .374     | .690  |

### 年度別守備成績
| 年 度 | 外野  | 外野  | 外野  | 外野  | 外野  | 外野     | 一塁  | 一塁  | 一塁  | 一塁  | 一塁  | 一塁     |
| 年 度 | 試 合 | 刺 殺 | 補 殺 | 失 策 | 併 殺 | 守 備 率 | 試 合 | 刺 殺 | 補 殺 | 失 策 | 併 殺 | 守 備 率 |
| ----- | ----- | ----- | ----- | ----- | ----- | -------- | ----- | ----- | ----- | ----- | ----- | -------- |
| 2000  | 8     | 14    | 1     | 0     | 1     | 1.000    | -     | -     | -     | -     | -     | -        |
| 2001  | 124   | 186   | 3     | 4     | 1     | .979     | 8     | 25    | 0     | 0     | 4     | 1.000    |
| 2002  | 74    | 134   | 1     | 2     | 1     | .985     | -     | -     | -     | -     | -     | -        |
| 2003  | 100   | 142   | 3     | 4     | 0     | .973     | 5     | 20    | 1     | 1     | 2     | .955     |
| 2004  | 14    | 4     | 0     | 0     | 0     | 1.000    | 19    | 84    | 8     | 2     | 6     | .979     |
| 2007  | 23    | 21    | 1     | 0     | 0     | 1.000    | 31    | 198   | 18    | 0     | 14    | 1.000    |
| 2008  | 52    | 61    | 3     | 0     | 0     | 1.000    | 34    | 217   | 12    | 1     | 23    | .996     |
| 2009  | 47    | 56    | 2     | 2     | 0     | .967     | 29    | 117   | 7     | 0     | 4     | 1.000    |
| 2010  | 19    | 21    | 1     | 2     | 0     | .917     | 18    | 25    | 3     | 0     | 1     | 1.000    |
| 通算  | 461   | 639   | 15    | 14    | 3     | .979     | 144   | 686   | 49    | 4     | 54    | .995     |

### 記録
- 初出場：2000年8月27日、対千葉ロッテマリーンズ22回戦（グリーンスタジアム神戸）、11回裏に三輪隆の代打で出場
- 初打席：同上、11回裏に小林雅英の前に三振
- 初先発出場：2000年9月9日、対日本ハムファイターズ23回戦（グリーンスタジアム神戸）、8番・右翼手で先発出場
- 初安打・初本塁打・初打点：2000年9月10日、対日本ハムファイターズ24回戦（グリーンスタジアム神戸）、2回裏に立石尚行から右越ソロ
- 初盗塁：2000年10月11日、対福岡ダイエーホークス27回戦（グリーンスタジアム神戸）、5回裏に二盗（投手：倉野信次、捕手：坊西浩嗣）
- 開幕戦代打本塁打：2003年3月28日、対大阪近鉄バファローズ1回戦（大阪ドーム）、9回表に塩谷和彦の代打で出場、赤堀元之から右越ソロ　※史上17人目（パ・リーグ11人目）

### 背番号
- 3 （2000年 - 2003年）
- 33 （2004年 - 2011年）

### 登場曲
- 「GO GO」ウルフルズ（2004年）
- 「Rock'n Roll is Dead」Lenny Kravitz（2005年 - 2007年）
- 「9（ナイン）」アンダーグラフ（2008年 - 2011年）：アンダーグラフのメンバー、真戸原直人が2007年秋のツアーで「葛城を応援している」と語ったことがきっかけで採用

## 関連情報
出演番組
テレビ
- タイガースV特急（ベイ・コミュニケーションズ）